# Diego Aguirre
Diego Aguirre, vollständiger Name Diego Vicente Aguirre Camblor, (* 13. September 1965 in Montevideo) ist ein ehemaliger uruguayischer Fußballspieler und aktiver -trainer.

## Karriere

### Spieler
Der gebürtige Montevideaner Aguirre wuchs mit Eltern und sieben Brüdern im Barrio Prado auf und besuchte die kirchliche Schule Colegio San Francisco de Sales.
Der 1,80 Meter große, La Fiera genannte Linksfuß agierte auf der Position des Stürmers. Er begann seine Karriere als Spieler bei Liverpool Montevideo, nachdem er dort im Alter von 16 Jahren ein Probetraining absolvierte und unter Vertrag genommen wurde. Im Folgejahr debütierte er in der Ersten Mannschaft des Klubs. Nachdem er in der Segunda División 1985 mit zwölf erzielten Toren auf sich aufmerksam machte, wechselte er von dort 1986 innerhalb der Stadt zum zu dieser Zeit von Óscar Tabárez trainierten Peñarol Montevideo, bei dem er bis 1987 verblieb. Hier verlebte er eine sportlich äußerst erfolgreiche Zeit, als er 1986 die uruguayische Meisterschaft, das Torneo Competencia, die Liguilla Pre-Libertadores sowie im Folgejahr die Copa Libertadores gewann. Im Weltpokal unterlag man dann im Finale. Anschließend führte sein Weg ihn 1988 nach Europa, wo er sich in Griechenland Olympiakos Piräus anschloss, aber nur vier Spiele absolvierte. Über den AC Florenz, als dessen Spieler er in der Saison 1988/89 ohne Einsatz geführt wird, ging es für Aguirre dann zurück zu Peñarol. Dort wurde er 1989 Torschützenkönig der Primera División Uruguays. Anschließend zog er weiter nach Brasilien. Dort spielte Aguirre für Internacional Porto Alegre und den FC São Paulo und wurde 1990 und 1991 jeweils brasilianischer Vize-Meister. In der Folgezeit war er für eine Vielzahl weiterer Mannschaften im In- und Ausland aktiv. In Argentinien spielte er für Independiente. Dem wohl bedeutendsten bolivianischen Klub Bolívar gehörte er ebenfalls kurzzeitig an und bestritt nur die Copa Libertadores für die Bolivianer. Auch bei den spanischen Vereinen CD Ourense und Club Atlético Marbella legte er Zwischenstationen ein. 1996 spielte er in El Salvador für Club Deportivo FAS und wurde Landesmeister 1997 wurde er in Uruguay Vize-Meister des Torneo Apertura mit River Plate Montevideo, der zu dieser Zeit von Fernando Morena trainiert wurde. Es folgte 1998 eine Station in Chile bei Deportes Temuco. 1999 spielte er noch beim uruguayischen Verein Club Atlético Rentistas unter Trainer Martín Lasarte. Um die Jahrtausendwende beendete er seine aktive Karriere.

### Trainer
Seine Trainerkarriere im Profifußball begann, nachdem er zuvor bereits von 2000 bis 2001 in der Liga universitaria ein Jahr lang Carrasco Lawn Tenis betreute, 2002 beim kleinen uruguayischen Klub Plaza Colonia. Zuvor hatte er bereits begleitend zu seinem letzten Engagement seiner aktiven Laufbahn einen Trainerlehrgang belegt. Seine nächste Station war von 2003 bis 2004 Peñarol, mit denen er 2003 den uruguayischen Meistertitel feiern konnte. Sein Weg führte nun über Trainerstellen bei Aucas (2006), den Montevideo Wanderers (2007) und in Peru bei Alianza Lima (2007). Vom 7. November 2007 an war er bis 2010 als Nachfolger Gustavo Ferríns Trainer der uruguayischen U-20-Nationalmannschaft führte diese zur und betreute diese bei der U-20-Fußball-Weltmeisterschaft 2009. Bei einem weiteren Engagement bei Peñarol folgte 2010 ein zweiter Meisterschaftsgewinn sowie der zweite Platz bei der Copa Libertadores 2011. Allerdings hatten im Jahr 2010 zwischenzeitlich auch Manuel Keosseián und Edison Machín die Trainerposition bei den Aurinegros inne. Es schloss sich 2011 ein Trainerengagement in Katar bei AL Rayyan SC an, wo er einen Ein-Jahres-Vertrag unterschrieb. Dort wurde Aguirre mit der Mannschaft Dritter in der Liga und gewann den Prinzenpokal. Er wurde als bester Trainer der Saison ausgezeichnet, verlängerte seinen Vertrag bei den Katarern und holte zudem mit seiner Mannschaft den Ligapokal des Jahres 2012. Im Mai 2013 wiederholte er mit seiner Mannschaft den Sieg im Prinzenpokal. Nach einer Phase schlechter Resultate, die in der Tabelle zum zwischenzeitlichen 10. Platz unter 14 Mannschaften führte, trennten Aguirre und der Klub sich Anfang November 2013 einvernehmlich. Im Januar 2015 übernahm er das Traineramt bei Internacional Porto Alegre. Dort gewann er mit dem Team das Gauchao 2015, wurde jedoch am 6. August 2015 von seinen Aufgaben entbunden. Mit der Mannschaft war er im Halbfinale der Copa Libertadores 2015 ausgeschieden und belegte mit ihr im Brasileirao lediglich den 10. Platz. Insgesamt betreute er 49 offizielle Spiele des Vereins. Seine Bilanz weist 26 Siege, 14 Unentschieden und neun Niederlagen aus. Anfang Dezember 2015 verkündete Atlético Mineiro die Verpflichtung Aguirres als Trainer ab dem Jahr 2016. Nachdem sein Engagement bei den Brasilianern im Mai 2016 infolge des Ausscheidens aus der Copa Libertadores endete, Ende Juni 2016 übernahm er als Nachfolger von Pablo Guede die Trainerfunktion bei San Lorenzo de Almagro.
2018 ging er wieder nach Brasilien um den FC São Paulo zu führen. Von 2019 bis 2020 trainiert er erneut den Al-Rayyan SC. Am 19. Juni 2021 nahm er ein Angebot des SC Internacional aus Porto Alegre, den Klub zum zweiten Mal zu trainieren.

### Erfolge

#### Als Spieler
- Copa Libertadores: 1987
- Uruguayischer Meister: 1986
- Salvadorianischer Meister: 1996
- Torschützenkönig der uruguayischen Primera Division: 1989

#### Als Trainer
Peñarol
- 2× Uruguayischer Meister: 2003, 2009/10

Al-Rayyan
- Qatar Crown Prince Cup: 2012, 2013
- Katarischer Ligapokal: 2012
- Bester Trainer Katars der Saison 2011/12

Internacional
- Staatsmeisterschaft von Rio Grande do Sul: 2015

## Privates
Aguirre, der im Barrio Prado aufwuchs und das Colegio San Francisco de Sales besuchte, ist verheiratet und Vater von drei Kindern.